# Itri
Itri ist eine Stadt in der Provinz Latina in der italienischen Region Latium mit 10.431 Einwohnern (Stand 31. Dezember 2023). Sie liegt 130 km südöstlich von Rom und 68 km südöstlich von Latina.
|  |

## Geographie

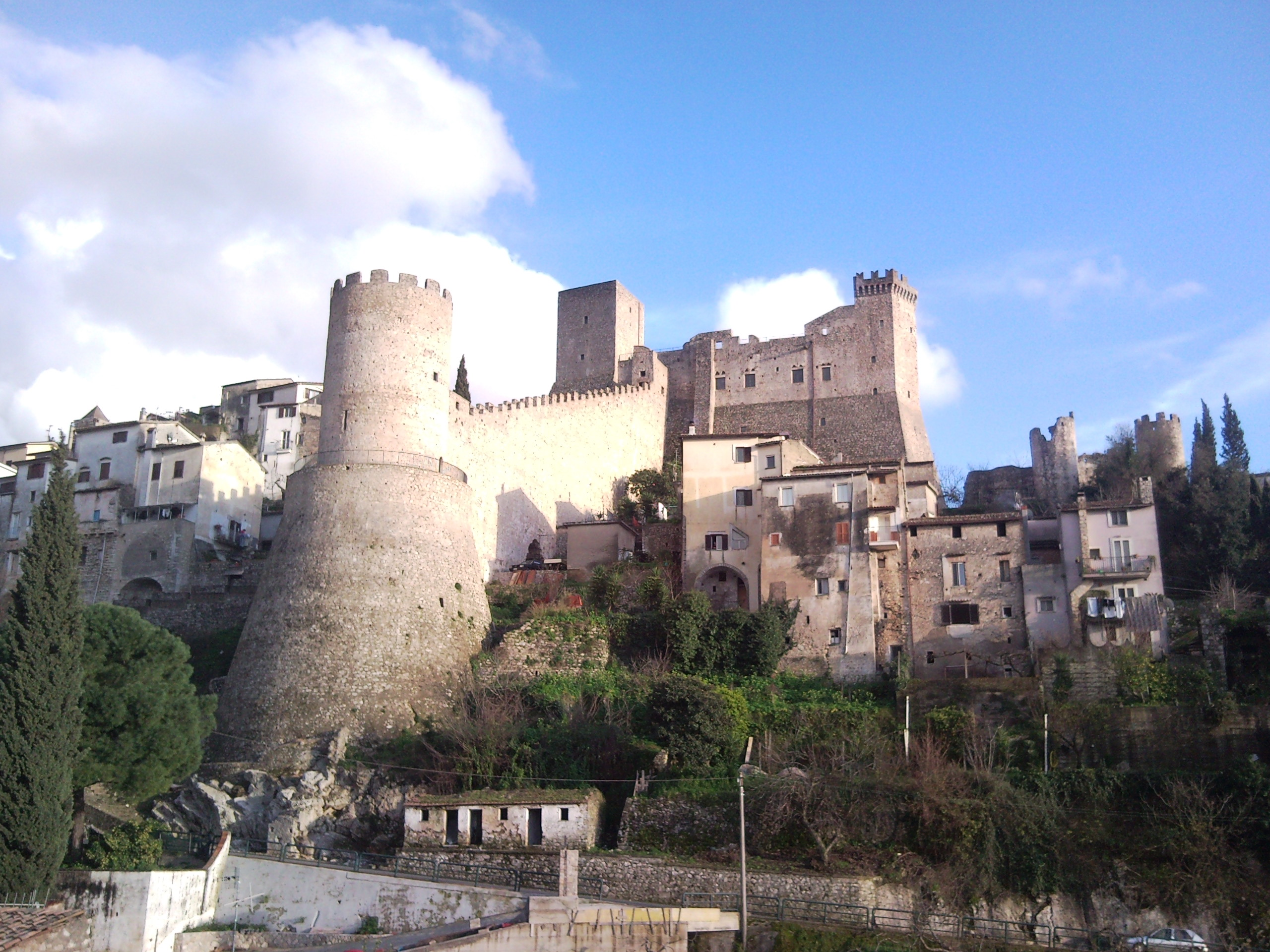
Die Burg Rocca Caetani mit ihrem runden Hauptturm

Itri liegt am Abhang der Monti Aurunci nördlich von Gaeta, an der alten Römerstraße Via Appia zwischen Fondi und Formia. Das Gemeindegebiet hat im Norden Anteil am Naturpark der Monti Aurunci und erreicht im Süden bei der Punta Cetarola das Tyrrhenische Meer.
Itri ist Mitglied der Comunità Montana dei Monti Aurunci.
Die Nachbargemeinden sind Campodimele, Esperia (FR), Fondi, Formia, Gaeta und Sperlonga.

### Verkehr
Itri wird seit der Antike von der Via Appia, heute Staatsstraße 7, erschlossen. Von dieser zweigt die SS 82 della Valle del Liri ab, die Itri mit Avezzano und der Autostrada del Sole A1, Ausfahrt Ceprano verbindet.
Mit dem Bahnhof Itri ist der Ort an die Bahnstrecke Roma–Formia–Napoli angebunden.

## Geschichte
Der Legende nach leitete sich der Name Itri von der mythologischen Hydra her. Itri soll gegründet worden sein, als die Bewohner der sagenhaften Küstenstadt Amyclae vor einer Schlangenplage ins Landesinnere flohen. Aus diesem Grund zeigt auch das Gemeindewappen eine Schlange.
Der Name der Gemeinde kommt tatsächlich möglicherweise vom lateinischen Wort iter (=Weg) wegen der Lage an der Via Appia. Nach anderen Theorien leitet er sich vom Gott Mithras her, dessen Kult in Itri stark verbreitet war.
Itri war bereits in der Antike besiedelt.
Erstmals schriftlich erwähnt wurde Itri allerdings erst im Jahr 914. Itri gehörte zum Territorium der Herzöge von Gaeta aus dem Hause Caetani dell’Aquila, Herren von Fondi. 1861 wurde Itri Teil der Provinz Terra di Lavoro des Königreich Italien, bis es 1934 zur neugegründeten Provinz Latina kam.

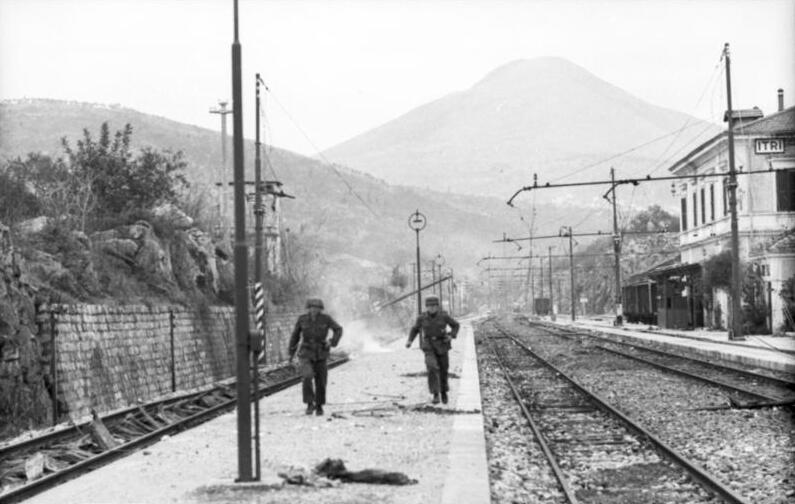
Der Bahnhof von Itri im Zweiten Weltkrieg

Durch Bombardierung der Alliierten wurde Itri während des Zweiten Weltkriegs im Mai 1944 stark in Mitleidenschaft gezogen und zu 75 % zerstört.

### Bevölkerung
| Jahr      | 1871 | 1901 | 1921 | 1951 | 1971 | 1991 | 2001 | 2007 |
| Einwohner | 6619 | 5797 | 5657 | 7130 | 6368 | 7949 | 8749 | 9637 |

Quelle: ISTAT

## Politik
Francesco Del Pozzone wurde am 10. Juni 2021 zum neuen Bürgermeister gewählt.

## Sehenswürdigkeiten
Trotz der Kriegszerstörungen bietet Itri noch ein pittoreskes Ortsbild mit Aussicht über die Pontinische Ebene bis zum Meer.
- Die Ruine der mittelalterlichen Burg, der Rocca Caetani, mit ihren drei mächtigen Türmen bestimmt immer noch das Ortsbild. Sie ist renoviert und dient von Zeit zu Zeit als Veranstaltungsort für Kleinkunst oder Konzerte.
- Die romanische Kirche Sant’Angelo wurde im 11. Jahrhundert über einem antiken Tempel errichtet.
- Von der ebenfalls im 11. Jahrhundert errichteten Kirche Santa Maria Maggiore steht nach der Kriegszerstörung nur noch der Campanile. Einige Fresken konnten gerettet werden und wurden in die Kirche Sant’Angelo gebracht.
- Von der Stadtbefestigung sind noch vier Stadttore erhalten.
- Das Museo del Brigantaggio behandelt vor allem das Leben des Fra Diavolo.
- Nördlich in den Monti Aurunci auf dem Monte Fusco (673 m) liegt die Wallfahrtskirche der Madonna della Civita, in dem eine byzantinische Ikone verehrt wird. Von hier hat man einen eindrucksvollen Panoramablick über den Golf von Gaeta.

## Kulinarische Spezialitäten
Itri ist ein Zentrum des Olivenanbaus. Es besitzt eine eigene Olivensorte und hat der Oliva Itrana ihren Namen gegeben. In der Provinz Latina steht die Herkunftsbezeichnung Olivenöl aus Itri sowohl für Qualität als auch für Regionale Herkunft.

## Persönlichkeiten
- Giacomo d’Itri (um 1330–1393), Geistlicher
- Ippolito de’ Medici (1511–1535), starb auf dem Weg zu Kaiser Karl V. in Itri
- Fra Diavolo (1771–1806), Brigant, wurde in Itri geboren

## Sonstiges
Der Film „Und dennoch leben sie“ (La Ciociara)  von Vittorio de Sica mit Sophia Loren und Jean-Paul Belmondo wurde in Itri gedreht.